# Київська дирекція залізничних перевезень
Київська дирекція залізничних перевезень (ДН-1) —  виробничий підрозділ Регіональної філії «Південно-Західна залізниця» ПАТ «Українська залізниця». Київська дирекція є однією з п'ятьох дирекцій Південно-Західної залізниці.
Дирекція обслуговує столицю України — місто Київ, а також більшу частину Київської області (окрім півдня), західну половину Чернігівської області та незначні ділянки Черкаської та Полтавської областей. На території, що обслуговує дирекція, проживає приблизно 4,5 млн осіб.
Надає послуги з перевезення багажів та пасажирів, завантаження та розвантаження вантажів та інші.
Розташована за адресою: м. Київ, вул. Уманська, 5

## Межі дирекції
Київська дирекція залізничних перевезень межує з такими дирекціями:
| Назва дирекції | Назва залізниці  | Кількість з'єднань | Ділянки з'єднання                | Магістральна лінія                    |
| -------------- | ---------------- | ------------------ | -------------------------------- | ------------------------------------- |
| Коростенська   | Південно-Західна | 1                  | Київ — Коростень                 | Київ — Варшава                        |
| Козятинська    | Південно-Західна | 2                  | Київ — Фастів Київ — Миронівка   | Київ — Жмеринка Київ — Дніпро         |
| Полтавська     | Південна         | 2                  | Київ — Гребінка Ніжин — Гребінка | Київ — Харків Санкт-Петербург — Одеса |
| Конотопська    | Південно-Західна | 1                  | Ніжин — Бахмач                   | Київ — Москва                         |
| Гомельська     | Білоруська       | 1                  | Чернігів — Гомель                | Київ — Санкт-Петербург                |

## Станції
Центр дирекції розташований у столиці України — місті Києві, яке одночасно є найбільшим містом в Україні і великим залізничним вузлом. Серед інших важливих станцій слід зазначити обласний центр Чернігів та вузлову станцію Ніжин.

## Напрямки
Оскільки ця дирекція обслуговує столицю, тому більшість залізниць пов'язують саме столицю. Від Києва відходять п'ять магістральних залізниць і всі окрім однієї є двоколійними та електрифікованими. Лише лінія у миронівському напрямку є одноколійною, хоча і досить вантажонапруженою. Ця лінія була побудована на початку 1980-х років з метою переведення частини поїздів (як приміських, так і далекого сполучення) з двоколійної лінії Миронівка — Фастів — Київ.
- Північно-західний напрямок представлений двоколійною електрифікованою залізницею, що з'єднує Київ та Коростень. Через цю лінію курсують поїзди до Польщі, Німеччини, Болгарії, Білорусі та значна частина поїздів до Західної України (зокрема до Львова, Тернополя, Івано-Франківська, Чернівців, Ужгорода, Рівного, Луцька та Ковеля).
- Південно-західний напрямок представлений двоколійною електрифікованою залізницею, що з'єднує Київ та Фастів. Через лінію курсують більшість поїздів до Молдови, Західної України, Одеси та Миколаєва. Ділянка є однією з найбільш навантажених.
- Південний напрямок представлений електрифікованою залізницею, що з'єднує Київ та Миронівку. Через свою одноколійність у години-пік поїзди пускають через лінію Миронівка — Фастів — Київ, яка має більшу пропускну здатність, проте яка є довшою (пряма лінія — 102 км, а через Фастів — 160 км), а перша частина лінії (Фастів — Київ) перевантажена. Через ділянку курсують поїзди переважно зі Львова та частина із Києва до Дніпра, Запоріжжя, Кривого Рогу, Маріуполя, Миколаєва, Херсона та до інших міст у південному та східному напрямках.
- Східний напрямок представлений двоколійною електрифікованою залізницею, що з'єднує Київ та Гребінку. Через лінію курсують поїзди до Харкова, Костянтинівки та до інших міст сходу України, Полтавщини та навіть Одеси.
- Північно-східний напрямок представлений двоколійною електрифікованою залізницею, що з'єднує Київ та Ніжин. Більшість поїздів з Києва до Росії (зокрема до Москви та Санкт-Петербурга) та Білорусі курсує саме цією лінією. Цією лінією також курсує частина поїздів до Харкова.

Серед ділянок, що безпосередньо не з'єднані з Києвом слід відзначити одноколійну електрифіковану ділянку Ніжин — Чернігів — Семиходи та відгалуження від неї — одноколійну неелектрифіковану ділянку Чернігів — Гомель. Лінія до Семиходів забезпечує доступ робітників до ЧАЕС у Прип'яті, а лінія до Гомеля забезпечує сполучення з Мінськом та Санкт-Петербургом.
Від станції Почайна до Вишгорода йде залізниця, якою у 2010 році запустили приміський дизель-поїзд. Це єдина ділянка серед тих, що з'єднані з Києвом, яка не є електрифікованою. Причина криється у тому що ця ділянка є немагістральною, занадто короткою,  не підпорядковується "Укрзалізниці" , а знаходиться у власності ПрАТ «Київ – Дніпровське МППЗТ» [Архівовано 21 Січня 2021 у Wayback Machine.](за Вишгородом, що є передмістям Києва лінія тягнеться лише до Київської ГЕС) та була збудована для вантажних потреб, але наразі, в зв'язку з поганим технічним станом ділянки пасажирський рух на ній відсутній.